# Liste der Bischöfe und Erzbischöfe von Dol
Die folgenden Personen waren Bischöfe oder Erzbischöfe vom Bistum Dol (Frankreich):
- 548?: Samson von Dol
- um 567?: Magloire
- um 568?: Budoc
- Geneve
- Ende 6. Jh.: Leucher oder Leucherus
- 7. Jh.: Tiernmael oder Tigerinomal
- um 640: Restoald
- um 650: Wral
- um 700: Turiau, Thuriau oder Thurian
- Geneve
- Restoald
- Armael
- um 770: Jumel, Jumael oder Junemenus
- um 842: Haelrit
- um 848: Salacon oder Salocon
- um 859: Fastarius oder Festinianus
- um 878: Main I.
- Lowenan
- um 930: Agano
- um 950–952: Jutohen, Juthoven oder Wichoen
- um 990: Main II.
- um 1030–1032: Jungoneus
- 1040 bis um 1076: Juhel
- um 1076: Gilduin
- 1076 bis 17. November 1081: Ivon
- 1082 bis um 1092: Johannes I.
- um 1093 bis um 1100: Roland I.
- um 1106: Johannes II.
- um 1107: Ulgrin oder Vulgrin
- 24. November 1107 bis 6. Januar 1130: Balderich
- 1130 bis um 1146: Geoffroi I. Le Roux
- um 1147 bis um 1154: Olivier
- um 1154–1160: Hugues Le Roux
- 1162–1163: Roger du Homet
- 1163 bis um 1177: Jean III.
- 1177 bis um 1185: Roland II.
- um 1186–1188: Heinrich I.
- 1189–1190: Jean IV. de Vaulnoise
- 1190–1199: Jean V. de La Mouche
- um 1200 bis 13. November 1231: Jean VI. de Lizaunet
- 1231 bis um 1242: Clément de Coetquen
- um 1242 bis 16. November 1265: Etienne I.
- 1266 bis 13. Mai 1279: Jean VII. Mahé
- 1280 bis 30. März 1301: Thibaud I. de Pouencé
- 1301–1312: Thibaud II. de Moréac
- 1312 bis 25. Januar 1324: Jean VIII. du Bosc
- 1324 bis 15. März 1328: Guillaume I. Meschin
- 1328 bis 8. Mai 1340: Jean IX. d’Avaugour
- 1340 bis um 1350: Henri II. Dubois
- um 1350 bis um 1357: Simon Le Maire
- um 1358 bis 16. März 1366: Nicolas
- 1366 oder 1367–1373: Jean X. des Pas
- 1373 oder 1374 bis um 1377: Geoffroi II. de Coëtmoisan
- um 1378–1381: Pierre
- 1381–1382: Guy de Roye
- 1382–1386: Everard de Trémignon
- 27. August 1386 bis 2. Februar 1390: Guillaume II. de Brie
- 1390 bis 20. Mai 1405: Richard de Lesmenez
- 1405 bis 6. Dezember 1429: Etienne II. Cœuvret
- 8. Januar 1431 bis 1437: Jean XI. de Bruc
- 11. Dezember 1437 bis 24. August 1444: Alain I. L’Epervier
- 1444 bis 16. April 1456: Raoul de La Moussaye
- 17. Juni 1456 bis 22. Juli 1474: Kardinal Alain de Coëtivy (Administrator)
- 1474 bis 14. Januar 1478: Christophe de Penmarch
- 1478 bis 29. März 1482: Michel Guibé
- 29. März 1482 bis 5. April 1504: Thomas I. James
- 12. Juni 1504 bis 10. Dezember 1521: Mathurin de Plédran
- 1522–1524: Thomas II. Le Roy
- 30. Juni 1524 bis 2. Juli 1556: François I. de Laval (Haus Montfort-Laval)
- 25. September 1556 bis 12. September 1557: Jean XII. de Mathefelon
- 1558–1591: Charles d’Espinay
- 1606–1629: Edmond Revol
- 1630–1644: Hector Douvrier
- 1645–1648: Antoine-Denis Cohon
- 1653–1660: Robert Cupif
- 1660–1692: Matthieu Thoreau
- 1692–1702: Jean-François de Chamillart
- 1702–1715: François-Elie Voyer de Paulmy d’Argenson
- 1715–1748: Jean-Louis du Bouchet de Sourches
- 1749–1767: Jean-François-Louis Dondel
- 1767–1790: Urbain-René de Hercé